# Medea Benjamin
Medea Benjamin, född Susan Benjamin den 10 september 1952, är en amerikansk politisk aktivist, feminist som var med och grundade Code Pink tillsammans med bland andra Jodie Evans. Tillsammans med aktivisten och författaren Kevin Danaher skapade hon 1988 Global Exchange, en intresseorganisation för rättvis handel. Benjamin var också gröna partiets kandidat i Kalifornien år 2000 till USA:s senat.